# Nova Esperança (Belo Horizonte)
Nova Esperança, também conhecido como Caiçara Nova Esperança é um bairro que pertence ao município brasileiro Belo Horizonte.
Próximo a transmissora de televisão Rede Globo Minas, Jornal Diário do Comércio e Cemitério da Paz, o Bairro Nova Esperança está localizado entre os bairros, Caiçara, Aparecida (7ª Seção), Bom Jesus e Santo André. Além de ser um bairro bem localizado, é também, um dos mais importantes da região.
Tem em suas adjacências a Avenida Américo Vespúcio que faz o trânsito local em quase toda a sua extensão.Está a menos 10 minutos do Centro de Belo Horizonte, e a 5 minutos do Shopping Del Rey.
Possui poucos prédios sendo suas moradias em geral compostas por casas mais antigas.Sua população está no bairro a muitos anos, passando os imóveis de geração para geração, o que criou um forte laço entre os moradores, existe uma capela no bairro de nome Santa Luzia, localizada na Rua Natal, e duas igrejas evangélicas, sendo elas, Igreja Batista de Nova Esperança (Rua Nova Friburgo) e a Igreja Missão Mundial Graça e Paz (Avenida Américo Vespúcio).